# Николье, Жан-Мишель
Жан-Мишель Николье (фр. Jean-Michel Nicollier; 1 июля 1966, Везуль — 20 ноября 1991, Вуковар) — французский военный, служивший добровольцем в Хорватских оборонительных силах во время войны в Хорватии. Известен под псевдонимом Француз (хорв. Francuz). Один из 481 официально подтверждённого иностранца, сражавшегося в Хорватии на стороне хорватских вооружённых сил, и первый иностранец, погибший на той войне.

## Биография

### До войны
Родился в Везуле 1 июля 1966. Мать — Лилиан Фурнье. Второй ребёнок в семье (братья Пьер и Поль). Окончил среднюю школу. О Хорватской войне Жан-Мишель узнал по телевидению, после чего решил отправиться на войну. Своей матери он сказал, что хочет помочь страдающим от войны людям, и пообещал вернуться.

### Служба в Хорватии
В июле 1991 года он на поезде прибыл в Загреб, откуда в августе перебрался в Меяшко-Село (община Барилович) и там вступил в Хорватские оборонительные силы. 
Свою службу Николье начал на реке Купа в Бановине. Личных успехов он не добивался быстро, поскольку был слишком молод и неопытен, но в хорватской армии заслужил репутацию хорошего и храброго солдата, который боролся до конца. За три месяца своей службы он был ранен дважды: 9 ноября 1991 осколок гранаты попал ему в ногу, и Жан-Мишель был отправлен в Вуковарскую больницу, где лечился вплоть до взятия города сербами.

### Интервью
20 ноября 1991 французский репортёр армянского происхождения Агнес Ваграмян встретилась с Жаном-Мишелем и взяла у него интервью. Рассказывая о своём пребывании в Хорватии, он сравнил Вуковар со скотобойней и сказал, что прибыл в Хорватию исключительно по зову сердца, желая помочь страдающим от войны:

[Жан-Мишель]: Я потерял много друзей, я видел, как многие люди плакали и страдали. Мне много раз предлагали покинуть Вуковар и уехать во Францию, но я остался. Мы потерялись. Я знал, что это будет тяжело, но не думал, что будет так страшно, особенно для простых граждан. Я пришёл добровольцем в Вуковар, и это мой выбор: в добре и зле.
[Агнес]: Почему добровольцем?
[Жан-Мишель]: Потому что думаю, что им надо помочь, поэтому я выбрал их сторону.
[Агнес]: Что для Вас является символом Вуковара?
[Жан-Мишель]: Скотобойня. Скотобойня. Скотобойня.

### Смерть

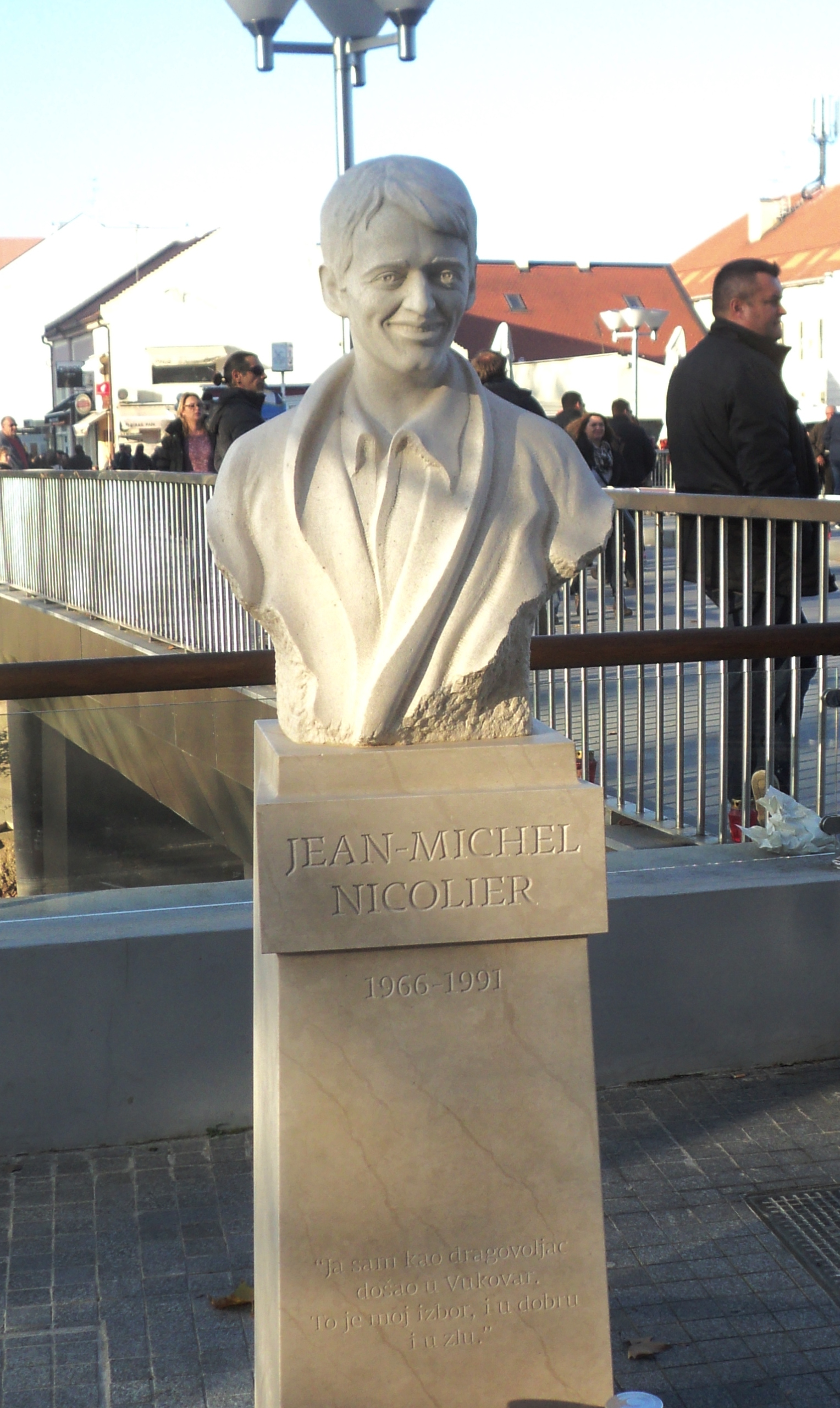
Памятник Жану-Мишелю Николье в Вуковаре

По иронии судьбы, это было первое и последнее интервью Николье. Спустя несколько часов Жан-Мишель Николье был расстрелян в здании, отчасти связанным с убийством животных — в бывшей свиноферме. Его, вместе с раненными бойцами и персоналом больницы, схватили вторгшиеся в больницу (вопреки условиям капитуляции) солдаты ЮНА и сербские военизированные части. Бойцов и медиков отвезли на свиноферму Овчара. В ночь с 20 на 21 ноября югославские солдаты заперли всех пленников на ферме и стали избивать, после чего расстреляли. Некий человек по имени Кемо вытащил Николье из здания и вывел наружу. Тут же Жан-Мишель был убит выстрелом в голову из ружья: убийцей оказался Спасое Петкович, забравший 20 франков из кармана француза. Свидетелем расправы стал Драгутин Бергхофер-Бели — один из семи человек, выживших после бойни. Он подтвердил, что в ходе резни был убит и журналист Синиша Главашевич.
Останки Жана-Мишеля Николье до сих пор не найдены. По одной версии, его тело было захоронено в братской могиле, которую потом раскопали весной и осквернили. По другой версии, труп Николье был сброшен в Дунай.

## Память

### Награды и премии
- 15 ноября 2006 Жан-Мишель Николье был посмертно награждён памятной табличкой «Вуковар 1991», которую торжественно передал семье погибшего посол Франции в Хорватии Родольф Лё Дреф[15].
- 17 ноября 2011 посмертно Жан-Мишель Николье был награждён от имени Вуковарско-Сремской жупании «Благодарностью за любовь, верность и отвагу в Хорватской войне за независимость»[16][17]. В тот же день президент Хорватии Иво Йосипович посмертно наградил француза Орденом Николы Шубича Зринского[7]. Орден приняла мать Жана-Мишеля Лилиан Фурнье[18].
- В августе 2012 года снова по инициативе Антуна Иванковича Министр внутренних дел Предраг Матич встретился с матерью Жана-Мишеля и назначил ей пожизненную пенсию ветерана боевых действий, которая причиталась бы Жану-Мишелю, если бы он дожил до конца войны[19][20].

### В культуре
- В 2010 году Вишня Старешина и Иван Малоча сняли документальный фильм о Вуковарской резне, рассказав историю Синишы Главашевича и Жана-Мишеля Николье. Фильм был показан на общественных телеканалах Хорватского радио и телевидения в 19-ю годовщину трагедии[10].
- В том же году свидетель событий в Вуковаре Антун Иванкович из Товарника вместе с писательницей Невенкой Некич занялся изучением истории Жана-Мишеля, для чего связался с его матерью[3]. В октябре 2011 года выяснилось, что Николье не был включён официально в список участвовавших в конфликте и погибших в нём. Только после давления на МВД Хорватии его официально внесли в список погибших[3].
- В июне 2012 года после сбора всей информации Невенка Некич опубликовала роман «Жан, или запах смерти» (хорв. Jean ili miris smrti)[21][22][23]. В книге рассказывается об истории жизни Жана-Мишеля и его участии в войне в Хорватии[21].
- В мае 2013 года горожане Вуковара путём интернет-голосования приняли решение назвать новый 50-метровый мост через реку Вука именем Жана-Мишеля Николье[24]. Решение вступило в силу 18 сентября 2014 по распоряжению городского совета[25].